# Pływanie na Igrzyskach Wspólnoty Narodów Młodzieży 2011
Zawody w pływaniu na Igrzyskach Wspólnoty Narodów Młodzieży 2011 odbyły się w położonym na wyspie Man mieście Douglas w dniach 8–11 września 2011 roku.

## Informacje ogólne
Zawody zostały rozegrane na dwudziestopięciometrowym basenie znajdującym się w kompleksie National Sports Centre. Każdy kraj mógł wystawić maksymalnie dwóch zawodników w konkurencjach indywidualnych, a także jedną sztafetę. Wiek juniorek musiał znajdować się w przedziale 14–17 lat (roczniki 1994–1997), juniorzy zaś mogli mieć od 15 do 18 lat (roczniki 1993–1996).
Sędziowie zawodów zostali wyznaczeni przez British Swimming – brytyjski związek tego sportu.

## Podsumowanie

### Klasyfikacja medalowa
| Miejsce | Reprezentacja     | Złoto | Srebro | Brąz | Razem |
| ------- | ----------------- | ----- | ------ | ---- | ----- |
| 1       | Australia         | 15    | 15     | 6    | 36    |
| 2       | Anglia            | 6     | 9      | 4    | 19    |
| 3       | Nowa Zelandia     | 6     | 3      | 6    | 15    |
| 4       | Walia             | 3     | 3      | 3    | 9     |
| 5       | Irlandia Północna | 3     | 2      | 0    | 5     |
| 6       | Szkocja           | 3     | 1      | 7    | 11    |
| 7       | Południowa Afryka | 2     | 3      | 11   | 16    |
| 8       | Wyspa Man         | 0     | 2      | 1    | 3     |
| 9       | Cypr              | 0     | 0      | 1    | 1     |
| Razem   | Razem             | 38    | 38     | 39   | 115   |

### Medaliści
| Konkurencja             | 1. miejsce                                                                  | 1. miejsce | 2. miejsce                                                                  | 2. miejsce | 3. miejsce                                                                                     | 3. miejsce |
| Mężczyźni               | Mężczyźni                                                                   | Mężczyźni  | Mężczyźni                                                                   | Mężczyźni  | Mężczyźni                                                                                      | Mężczyźni  |
| ----------------------- | --------------------------------------------------------------------------- | ---------- | --------------------------------------------------------------------------- | ---------- | ---------------------------------------------------------------------------------------------- | ---------- |
| Styl dowolny            |                                                                             |            |                                                                             |            |                                                                                                |            |
| 50 m                    | Australia · Te Haumi Maxwell                                                | 22.00      | Australia · Chris Raven                                                     | 22.41      | Południowa Afryka · Luke Pendock                                                               | 22.61      |
| 100 m                   | Australia · Te Haumi Maxwell                                                | 48.48      | Walia · Ieuan Lloyd                                                         | 49.59      | Szkocja · Alisdair Stirling                                                                    | 49.94      |
| 200 m                   | Walia · Ieuan Lloyd                                                         | 1:47.28    | Nowa Zelandia · Matthew Hutchins                                            | 1:48.53    | Australia · Jarrod Poort                                                                       | 1:49.32    |
| 400 m                   | Nowa Zelandia · Matthew Hutchins                                            | 3:48.92    | Australia · Jarrod Poort                                                    | 3:49.30    | Walia · Ieuan Lloyd                                                                            | 3:51.28    |
| 1500 m                  | Australia · Jarrod Poort                                                    | 15:09.19   | Nowa Zelandia · Matthew Hutchins                                            | 15:17.91   | Australia · Eugene Tee                                                                         | 15:21.90   |
| Styl grzbietowy         |                                                                             |            |                                                                             |            |                                                                                                |            |
| 50 m                    | Nowa Zelandia · Corey Main                                                  | 25.24      | Wyspa Man · Grant Halsall                                                   | 25.32      | Australia · Robert Gerlach                                                                     | 25.38      |
| 100 m                   | Nowa Zelandia · Corey Main                                                  | 53.53      | Australia · Robert Gerlach                                                  | 54.05      | Wyspa Man · Grant Halsall                                                                      | 54.55      |
| 200 m                   | Nowa Zelandia · Corey Main                                                  | 1:55.44    | Wyspa Man · Grant Halsall                                                   | 1:57.29    | Południowa Afryka · Christopher Van de Sande                                                   | 1:59.21    |
| Styl klasyczny          |                                                                             |            |                                                                             |            |                                                                                                |            |
| 50 m                    | Szkocja · Craig Benson                                                      | 27.79      | Australia · Tommy Sucipto                                                   | 28.38      | Cypr · Omiros Zagkas                                                                           | 29.48      |
| 100 m                   | Szkocja · Craig Benson                                                      | 59.63      | Australia · Tommy Sucipto                                                   | 1:01.15    | Południowa Afryka · Kurt Benjamin                                                              | 1:06.37    |
| 200 m                   | Szkocja · Craig Benson                                                      | 2:11.15    | Australia · Tommy Sucipto                                                   | 2:14.27    | Południowa Afryka · Kurt Benjamin                                                              | 2:20.88    |
| Styl motylkowy          |                                                                             |            |                                                                             |            |                                                                                                |            |
| 50 m                    | Australia · Chris Raven                                                     | 23.80      | Południowa Afryka · Hendrick Alberts                                        | 24.46      | Nowa Zelandia · Alexander Hancock                                                              | 24.47      |
| 100 m                   | Australia · Chris Raven                                                     | 53.09      | Południowa Afryka · Hendrick Alberts                                        | 53.32      | Nowa Zelandia · Alexander Hancock                                                              | 53.54      |
| 200 m                   | Nowa Zelandia · Alexander Hancock                                           | 1:58.79    | Anglia · Matthew Johnson                                                    | 1:58.80    | Południowa Afryka · Hendrick Alberts                                                           | 1:59.15    |
| Styl zmienny            |                                                                             |            |                                                                             |            |                                                                                                |            |
| 200 m                   | Walia · Ieuan Lloyd                                                         | 2:00.42    | Australia · Eugene Tee                                                      | 2:01.92    | Szkocja · Mark Szaranek                                                                        | 2:03.02    |
| 400 m                   | Anglia · Matthew Johnson                                                    | 4:15.41    | Australia · Eugene Tee                                                      | 4:15.84    | Południowa Afryka · Martin Vogel                                                               | 4:20.55    |
| Sztafety                |                                                                             |            |                                                                             |            |                                                                                                |            |
| 4×100 m stylem dowolnym | Australia · Te Haumi Maxwell · Tommy Sucipto · Chris Raven · Robert Gerlach | 3:20.01    | Anglia · Melako Coker · David Godridge · Aaron Rickhuss · Adam Rowe         | 3:20.71    | Południowa Afryka · Hendrick Alberts · Zahir Ganmiet · Luke Pendock · Christopher Van de Sande | 3:21.96    |
| 4×200 m stylem dowolnym | Walia · Ieuan Lloyd · Lewis Smith · Oliver Tennant · Daniel Woods           | 7:22.16    | Anglia · Melako Coker · David Godridge · Matthew Johnson · Adam Rowe        | 7:23.99    | Nowa Zelandia · Alexander Hancock · Matthew Hutchins · Corey Main · Michael Mincham            | 7:25.75    |
| 4×100 m stylem zmiennym | Australia · Te Haumi Maxwell · Tommy Sucipto · Chris Raven · Robert Gerlach | 3:20.01    | Szkocja · Craig Benson · Joshua Booth · Alisdair Stirling · Mark Szaranek   | 3:41.50    | Południowa Afryka · Hendrick Alberts · Kurt Benjamin · Luke Pendock · Christopher Van de Sande | 3:46.13    |
| Kobiety                 |                                                                             |            |                                                                             |            |                                                                                                |            |
| Styl dowolny            |                                                                             |            |                                                                             |            |                                                                                                |            |
| 50 m                    | Australia · Ami Matsuo                                                      | 25.19      | Australia · Adelaide Hart                                                   | 25.22      | Południowa Afryka · Marne Erasmus                                                              | 25.86      |
| 100 m                   | Australia · Ami Matsuo                                                      | 54.35      | Australia · Kotuku Ngawati                                                  | 54.79      | Anglia · Sophie Smith                                                                          | 55.78      |
| 200 m                   | Australia · Ami Matsuo                                                      | 1:57.92    | Irlandia Północna · Sycerika McMahon                                        | 1:59.46    | Anglia · Sophie Smith                                                                          | 1:59.55    |
| 400 m                   | Australia · Remy Fairweather                                                | 4:06.82    | Australia · Leah Neale                                                      | 4:08.00    | Walia · Sian Morgan                                                                            | 4:09.71    |
| 800 m                   | Australia · Remy Fairweather                                                | 8:26.63    | Australia · Leah Neale                                                      | 8:36.02    | Południowa Afryka · Michelle Weber                                                             | 8:38.26    |
| Styl grzbietowy         |                                                                             |            |                                                                             |            |                                                                                                |            |
| 50 m                    | Australia · Adelaide Hart                                                   | 27.67      | Anglia · Phoebe Lenderyou                                                   | 28.14      | Szkocja · Charlotte McKenzie                                                                   | 28.43      |
| 100 m                   | Anglia · Phoebe Lenderyou                                                   | 59.77      | Australia · Adelaide Hart                                                   | 1:00.06    | Anglia · Georgia Hohmann                                                                       | 1:00.91    |
| 200 m                   | Anglia · Georgia Hohmann                                                    | 2:07.73    | Anglia · Phoebe Lenderyou                                                   | 2:08.05    | Nowa Zelandia · Sophia Batchelor                                                               | 2:09.14    |
| Styl klasyczny          |                                                                             |            |                                                                             |            |                                                                                                |            |
| 50 m                    | Irlandia Północna · Sycerika McMahon                                        | 31.47      | Walia · Sara Lougher                                                        | 32.12      | Południowa Afryka · Kelly Gunnell                                                              | 32.20      |
| 100 m                   | Irlandia Północna · Sycerika McMahon                                        | 1:07.93    | Południowa Afryka · Kelly Gunnell                                           | 1:08.26    | Szkocja · Emily Jones                                                                          | 1:09.04    |
| 200 m                   | Południowa Afryka · Kelly Gunnell                                           | 2:25.22    | Anglia · Molly Renshaw                                                      | 2:25.50    | Nowa Zelandia · Natasha Lloyd                                                                  | 2:27.37    |
| Styl motylkowy          |                                                                             |            |                                                                             |            |                                                                                                |            |
| 50 m                    | Południowa Afryka · Marne Erasmus                                           | 26.56      | Nowa Zelandia · Sophia Batchelor                                            | 26.82      | Australia · Vanessa Puhlmann                                                                   | 27.38      |
| 100 m                   | Nowa Zelandia · Sophia Batchelor                                            | 58.63      | Anglia · Rachael Kelly                                                      | 59.70      | Australia · Vanessa Puhlmann                                                                   | 59.77      |
| 200 m                   | Anglia · Elena Sheridan                                                     | 2:09.85    | Australia · Vanessa Puhlmann                                                | 2:11.88    | Anglia · Rachael Kelly                                                                         | 2:14.12    |
| Styl zmienny            |                                                                             |            |                                                                             |            |                                                                                                |            |
| 200 m                   | Anglia · Sophie Smith                                                       | 2:12.49    | Irlandia Północna · Sycerika McMahon                                        | 2:13.97    | Australia · Kotuku Ngawati                                                                     | 2:15.12    |
| 400 m                   | Irlandia Północna · Sycerika McMahon                                        | 4:42.43    | Anglia · Elena Sheridan                                                     | 4:44.27    | Szkocja · Emily Jones · Szkocja · Fiona Donnelly                                               | 4:45.68    |
| Sztafety                |                                                                             |            |                                                                             |            |                                                                                                |            |
| 4×100 m stylem dowolnym | Australia · Kotuku Ngawati · Adelaide Hart · Ami Matsuo · Leah Neale        | 3:41.57    | Anglia · Shauna Lee · Phoebe Lenderyou · Sophie Smith · Laura Vertigans     | 3:45.05    | Walia · Ellena Jones · Sian Morgan · Siwan Thomas-Howelles · Chloé Tutton                      | 3:46.99    |
| 4×200 m stylem dowolnym | Australia · Remy Fairweather · Adelaide Hart · Ami Matsuo · Leah Neale      | 8:00.11    | Walia · Ellena Jones · Sian Morgan · Siwan Thomas-Howelles · Chloé Tutton   | 8:07.35    | Szkocja · Fiona Donnelly · Emily Jones · Kirstin McKinley · Rachel Sharples                    | 8:10.67    |
| 4×100 m stylem zmiennym | Anglia · Rachael Kelly · Phoebe Lenderyou · Molly Renshaw · Sophie Smith    | 4:04.03    | Australia · Adelaide Hart · Ami Matsuo · Karlene Pircher · Vanessa Puhlmann | 4:04.94    | Nowa Zelandia · Sophia Batchelor · Kate Godfrey · Natasha Lloyd · Emma Robinson                | 4:08.01    |